# Aesthetic Perfection
Aesthetic Perfection (от англ. Эстетическое совершенство) — американская EBM/электро-индастриальная группа, образованная в 2000 году Даниэлем Грэйвсом (англ. Daniel Graves).

## История
Музыкальный проект Aesthetic Perfection был создан в 2000 году в Лос-Анджелесе. В феврале 2005 года вышел дебютный альбом «Close to Human» на Bractune Records в США и на Out of Line в Европе. В 2008 году вышел второй альбом группы «A Violent Emotion», а в феврале 2009 года этот же альбом был выпущен по лицензии в России лейблом Gravitator Records.
Третий альбом группы All Beauty Destroyed был выпущен 4 ноября 2011 года в Европе и 8 ноября 2011 года в США.
29 марта 2019 года Aesthetic Perfection выпустили свой шестой альбом Into the Black.
В отличие от предыдущих альбомов, выпущенных лейблами, Into the Black был выпущен самостоятельно. По словам Грэйвса, это был намеренный шаг к тому, чтобы не допустить вмешательства лейбла в группу, из-за убеждения, что модель индустрии лейблов «умирает».

## Состав
| Текущий состав - Даниэл Грэйвс — вокал, лирика и музыка - Джо Летц — барабаны (live) - Эллиот Берлин — клавишные (live в Европе) - Дэвид Даттон — клавишные (live в Северной Америке) | Бывшие участники - Тим Ван Горн — барабаны (live) |

## Дискография
- 2005 — Close to Human
- 2008 — A Violent Emotion[англ.]
- 2011 — All Beauty Destroyed[англ.]
- 2014 — Til Death
- 2015 — Imperfect
- 2015 — Blood Spills Not Far From The Wound (переиздание альбома группы Necessary Responce 2007 года)
- 2016 — Love Like Lies
- 2017 — The Devil’s in the Details
- 2019 — Into the Black
- 2022 — MMXXI